# Cestica
Cestica est un village et une municipalité située dans le comitat de Varaždin, en Croatie. Au recensement de 2001, la municipalité comptait 5 678 habitants, dont 95,51 % de Croates et le village seul comptait 491 habitants.

## Localités
La municipalité de Cestica compte 20 localités :
| - Babinec - Brezje Dravsko - Cestica - Dubrava Križovljanska - Falinić Breg - Gornje Vratno - Jarki - Kolarovec - Križanče - Križovljan Radovečki | - Mali Lovrečan - Malo Gradišće - Natkrižovljan - Otok Virje - Radovec - Radovec Polje - Selci Križovljanski - Veliki Lovrečan - Virje Križovljansko - Vratno Otok |